# Ohrady
Ohrady és un poble i municipi d'Eslovàquia que es troba a la regió de Trnava, a l'oest del país.

## Història
La primera menció escrita de la vila es remunta al 1252.

## Demografia
| Godina             | 1994 | 2004   | 2014   | 2024   |
| ------------------ | ---- | ------ | ------ | ------ |
| Nombre de persones | 1157 | 1179   | 1250   | 1362   |
| Diferència         |      | +1,90% | +6,02% | +8,96% |

| Godina             | 2023 | 2024   |
| ------------------ | ---- | ------ |
| Nombre de persones | 1356 | 1362   |
| Diferència         |      | +0,44% |